# アリス・フェーバー・トライオン

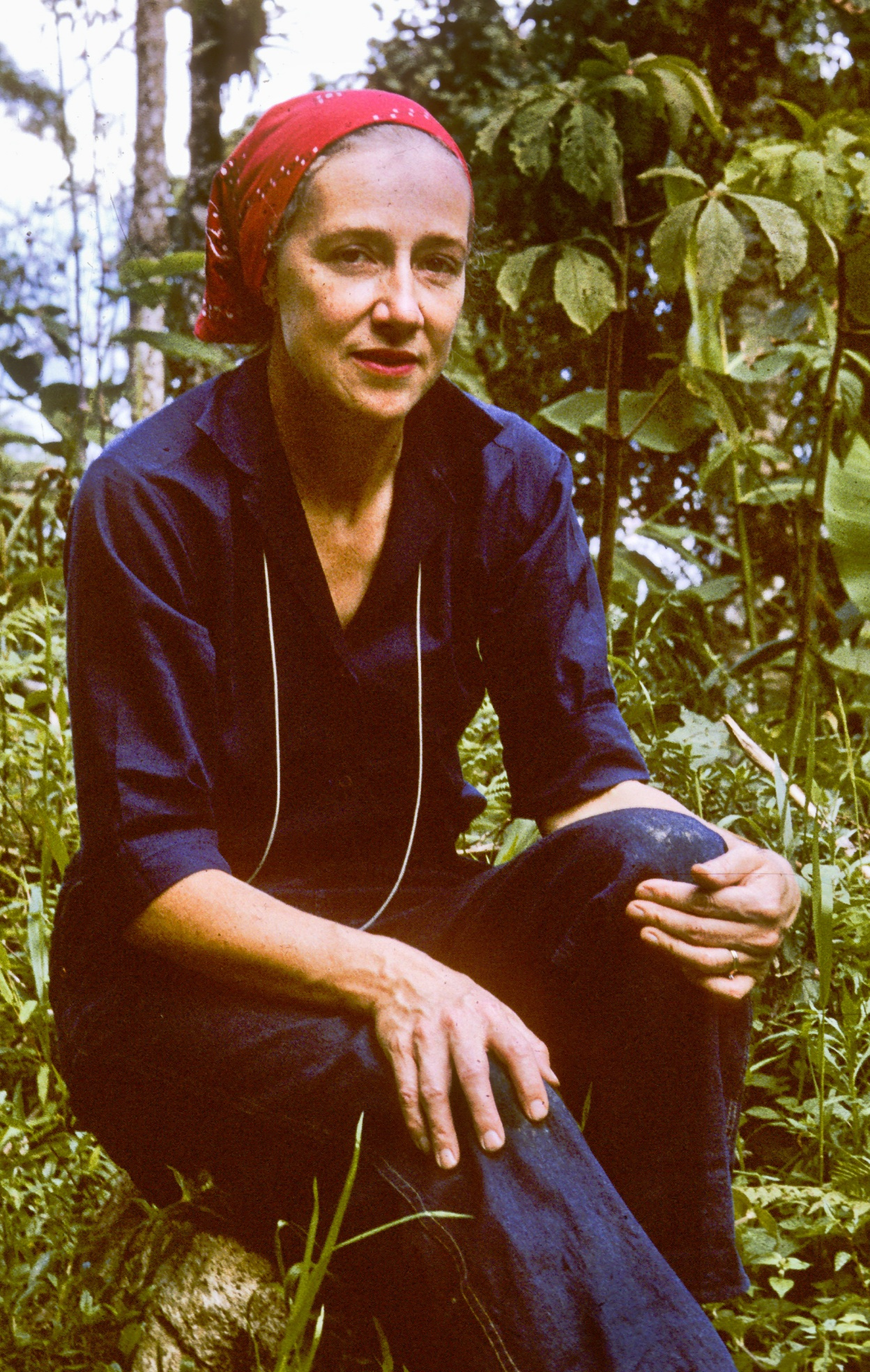
Alice Tryon

アリス・フェーバー・トライオン（Alice Faber Tryon、1920年 – 2009年）は、アメリカ合衆国の植物学者である。シダ植物を専門とし、胞子の表面パターンを用いたシダの分類と多様性の研究や、イノモトソウ科（Pteridaceae）の研究などを行った。

## 略歴
ウィスコンシン州のミルウォーキーにおいてアリス・エリザベス・フェーバー（Alice Elizabeth Faber）として生まれた。ミルウォーキー州立師範学校（Milwaukee State Teacher’s College、現在はウィスコンシン大学）で学んだ。1945年にシダの研究でウィスコンシン大学で修士号を得た後、1952年にワシントン大学で博士号を得た。夫となるローラ・ミルトン・トライオン（Rolla Milton Tryon, Jr. 1916 – 2001)との共同研究は1945年から始められた。夫妻でペルーなどの熱帯アメリカの調査旅行を行った後、1946年に夫がハーバード大学のグレイ標本館の学芸員になるとハーバードに移った。夫妻は、毎年春にシダの研究会を開催し、シダの研究者を育成した。1987年までグレイ標本館で働いた後、1987年に夫が南フロリダ大学の准教授になると、分類学研究所の設立を助けた。
生涯を通じて、夫妻は共同研究し、多くの共著論文を発表した。走査型電子顕微鏡を使ったシダ表面性状の研究で知られ、透過型電子顕微鏡を用いる胞子内部構造の研究のオーソリティのルガードン（Bernard Lugardon）と共著で、シダの胞子の多様性を研究した、"Spores of the Pteridophyta: Surface, Wall Structure, and Diversity Based on Electron Microscope Studies"(1990)を出版した。